# Adeloneivaia lacrimata
Adeloneivaia lacrimata är en fjärilsart som beskrevs av Paul Dognin 1921. Adeloneivaia lacrimata ingår i släktet Adeloneivaia och familjen påfågelsspinnare. Inga underarter finns listade i Catalogue of Life.